# Arcidiecéze záhřebská
Arcidiecéze záhřebská (chorvatsky nadbiskupija zagrebačka, latinsky Archidioecesis Zagrebiensis) je hlavní diecéze a metropolitanní sídlo římskokatolické církve v Chorvatsku. Hlavním představitelem je arcibiskup kardinál Josip Bozanić. Sídlo arcidiecéze se nachází v Záhřebu na adrese Kaptol 31, p.p. 553.
V roce 2017 k záhřebské diecézi patřilo 1 002 923 osob z 1 211 298 obyvatel.

## Území
Arcidiecéze zahrnuje hlavní město Záhřeb, s metropolitní katedrálou Nanebevzetí Panny Marie a svatých Štěpána a Ladislava.
Území diecéze je rozděleno do 205 farností, v rámci 21 děkanátů.

## Historie
Záhřebská diecéze byla založena v roce 1093 na území starší diecéze sisacké (Siscia), založené ve 3. století a zrušené v 7. století. Jeden z pokusů o obnovu diecéze proběhl již v roce 925 na synodu ve Splitu. Prvním záhřebským biskupem byl roku 1093 jmenován Duch z Hahótu, zřejmě původem z Čech. U vzniku diecéze stál uherský král Ladislav I., spojenec protipapeže Klementa III. Následná roztržka se Svatým stolcem byla vyřešena v roce 1227 za pontifikátu papeže Řehoře IX.
Původně byla diecéze záhřebská sufragánní k ostřihomské arcidiecézi a roku 1180 přešla pod sufraganát v Kaloči. V roce 1511 byl vytištěn  Záhřebský misál (Missale Zagrabiense), odvozený od Ostřihomského misálu (Missale Strigoniense) z roku 1484, jenž se používal až do roku 1788, kdy se již Ostřihomský misál nepoužíval dobrých 150 let.
Prvním záhřebským arcibiskupem se stal tehdejší záhřebský biskup, slovenský kardinál Juraj Haulík de Váralya (v letech 1853–1869).